# Hrušovo
Hrušovo este o comună slovacă, aflată în districtul Rimavská Sobota din regiunea Banská Bystrica, pe malul râului Blh⁠(d). Localitatea se află la altitudinea de 273 m deasupra n.m., se întinde pe o suprafață de 15,78 km2 și în 2017 număra 175 de locuitori. Se învecinează cu Drienčany, Potok, Rimavská Sobota și Kyjatice.

## Istoric
Localitatea Hrušovo este atestată documentar din 1297.

## Demografie
| An:                | 1994 | 2004    | 2014    | 2024    |
| ------------------ | ---- | ------- | ------- | ------- |
| Număr de persoane: | 252  | 225     | 193     | 161     |
| Diferență:         |      | −10,71% | −14,22% | −16,58% |

| An:                | 2023 | 2024   |
| ------------------ | ---- | ------ |
| Număr de persoane: | 162  | 161    |
| Diferență:         |      | −0,61% |